# Hotel FM
Hotel FM — румунська група, утворена у квітні 2005 року. Основу групи складають британець Девід Брайан (англ. David Bryan), який приїхав до Румунії 2006 року з міста Дарлінгтон (англ. Darlington), Англія і його румунські товариші Габріель Беруца (Gabriel Băruţa) і Алекс Шуз (Alex Szuz). Група відіграла концерти у кількох містах Румунії та Німеччини. Демо-альбом було випущено на CD навесні 2006 року.

## Євробачення
Учасники гурту Hotel FM посіли 4-е місце у фіналі національного румунського відбору Євробачення 2010 з піснею «Come As One».
Група перемогла в румунському національному відборі на Євробачення 2011 з піснею «Change» («Зміни») (музика: Габріель Беруца, текст пісні: Александра Іван та Габріель Беруца), набравши 22 бали, і представлятиме Румунію на Євробаченні 2011.